# Powerhouse Animation Studios
Powerhouse Animation Studios, Inc. es un estudio de animación estadounidense con sede en Austin, Texas. Fue fundada en abril de 2001 con una subsidiaria llamada Powerhaus Animation LLC, establecida en el verano de 2014. Powerhouse desarrolla y produce animación 2D tradicional, cómics en movimiento, gráficos en movimiento, activos artísticos, pintura digital e ilustración para series de televisión, películas y cinemáticas de videojuegos, comerciales, campañas publicitarias, propiedades educativas y empresas de entretenimiento.

## Historia
Con sede en Austin, Texas, Powerhouse Animation fue fundada el 1 de abril de 2001 como un estudio de servicio de animación privado por Frank Gabriel, Brad Graeber y Bruce Tinnin.
El nombre de Powerhouse Animation está parcialmente inspirado en la canción de Raymond Scott's "Powerhouse," que a menudo se incluyó en las partituras que Carl Stalling escribió para los cortos de Warner Bros. y ha aparecido en muchas caricaturas animadas. El lema de Powerhouse es: "To better humanity through the miracle of traditional animation and space-age multimedia technology; to promote truth, justice, and capitalism through cartoons.", en español, "Mejorar a la humanidad a través del milagro de la animación tradicional y la tecnología multimedia de la era espacial; promover la verdad, la justicia y el capitalismo a través de los dibujos animados".
En el otoño de 2014, Powerhouse Animation Studios, Inc. abrió su primera oficina satélite en Burbank, California.
Powerhaus Animation LLC, una división de la empresa matriz Powerhouse, se unió a The Animation Guild y se convirtió en signatario de IATSE (International Alliance of Theatrical and Stage Employees) en mayo de 2015.

## Proyectos
En 2002, Powerhouse produjo el cortometraje "Heroes" que parodiaba la película Clerks y personajes de Marvel Comics. Después de ver el corto, Kevin Smith, el director de Clerks, se puso en contacto con la firma para producir un comercial inacabado de Dogma. Después de producir el corto, Smith contrató a Powerhouse para crear una máquina recreativa que presentaba un videojuego personalizado. El juego fue entregado, como regalo de fin de rodaje a Ben Affleck y Jennifer Lopez por su trabajo en Jersey Girl. En el juego, el personaje principal es López tratando de rescatar a Affleck de un villano desconocido y una banda de ninjas. El jugador lucha contra varios jefes, incluido un robot, Matt Damon y finalmente el propio Smith.
En 2003, la firma creó una prueba de 35mm para un largometraje basado en Clerks: The Animated Series para Smith. Animaron Clerks: The Lost Scene que se incluyó en el DVD de Clerks X: 10th Anniversary. Como explica el guionista y director Smith en la introducción a la escena en el DVD, originalmente se había escrito para Clerks , pero no se filmó debido a restricciones presupuestarias. El corto fue nombrado el "best bonus feature of 2004" por la revista  Rolling Stone.
En 2004, animaron el video "Mr. Mom" para la banda Lonestar; en 2008, trabajaron con Hothead Games para producir minijuegos y cinemáticas para el videojuego Penny Arcade: On the Rain Slick Precipice of Darkness.; en 2010, crearon animaciones y cinemáticas para el juego RISK: Factions producido por Electronic Arts y Hasbro.
La firma produce versiones animadas de muchas tiras cómicas sindicadas, incluidas Dilbert, Pearls before Swine, Cul de Sac, Pooch Café y Over the Hedge producidas por RingTales. Powerhouse ha animado más de 300 cortos de Dilbert. Ha producido contenido animado para empresas educativas como TED-Ed, Brain Chase, Compass Learning, Ignite! Learning y la Asociación Nacional de Protección contra Incendios.
Produce contenido animado para los sitios web, podcasts y otras compañías de internet, incluyendo varios segmentos de la "B.S. Report Animated Archives" y "Jalen Rose Story Time" para Grantland de ESPN, y los episodios de la serie Spoilers de Kevin Smith para SModcast y hulu. Ha creado cinemáticas de videojuegos para títulos AAA de consolas y juegos de iOS como Mortal Kombat X, Epic Mickey y Epic Mickey 2: The Power of Two, DC Universe Online, Darksiders II, Starhawk, The Banner Saga, W.A.R.P., Avengers Initiative, Grey Goo, Disney's Hidden Worlds, Man of Steel y otros.
En 2014, Powerhouse trabajó con Disney Interactive para crear una temporada de ocho episodios de It's a Small World: The Animated Series.
Powerhouse ha producido contenido publicitario animado para marcas como Old Spice, IAMS, DisneyParks, Disneyland, Metlife, Coca-Cola, Oreo, Mountain Dew, Ruffles, GoDaddy.com y muchas otras. En 2015, trabajaron con Weiden + Kennedy para animar un segmento de un anuncio de Weight Watchers llamado "All You Can Eat" que se emitió durante la Super Bowl XLIX.
Powerhouse ha producido videos musicales animados para The Pains of Being Pure at Heart, Wale ft. French Montana, A Sound of Thunder y Lonestar. La firma también desarrolla IP originales y ha optado por una serie a una empresa de juguetes. En 2015, la compañía escribió, creó, diseñó y expresó una serie corta para Awesomeness/DreamWorksTV llamada Advice Times with Grandpa Theo que se puede ver en la página de YouTube de DreamWorksTV. En 2017, la firma trabajó en numerosas escenas del juego de acción y aventuras Agentes de Mayhem.
Powerhouse Animation Studios trabajó en la serie animada de Netflix, Castlevania, escrita por Warren Ellis; producido por Frederator Studios y Adi Shankar. Castlevania se emitió el 7 de julio de 2017 en Netflix.
En marzo de 2019, se anunció para Netflix una serie de anime basada en la mitología griega titulada Sangre de Zeus.
En agosto de 2019, se anunció que Powerhouse estaría animando Amos del Universo: Revelación una serie secuela del original He-Man and the Masters of the Universe desarrollado por Kevin Smith para Netflix.
En Halloween de 2019, se anunció que Powerhouse creará la serie animada Heaven's Forest, que está ambientada en un mundo indo-futurista y está inspirada en la epopeya india Ramayana.

## Comerciales
- Coca-Cola
- DisneyParks
- Disneyland
- GoDaddy.com
- IAMS
- Metlife
- Mountain Dew
- Old Spice
- Oreo
- Qubo
- Ruffles

## Videojuegos
- Penny Arcade: On the Rain Slick Precipice of Darkness (2008–2013)
- RISK: Factions (2010)
- Epic Mickey (2010)
- DC Universe Online (2011)
- W.A.R.P. (2012)
- Starhawk (2012)
- Darksiders II (2012)
- Epic Mickey 2: The Power of Two (2012)
- Disney's Hidden Worlds (2013)
- The Banner Saga (2014–2018)
- Avengers Initiative (2014)
- Grey Goo (2015)
- Mortal Kombat X (2015)
- Agentes de Mayhem (2017)
- Sonic Mania (2017-2018)
- Sonic Origins (2022)

## Series de televisión
- It's a Small World: The Animated Series (2013)
- Henry Danger Motion Comic (2015)
- OK K.O.! Let's Be Heroes (2017–2019)
- Castlevania (2017–2021)
- Las aventuras de Kid Danger (2018)
- Seis Manos (2019)[12]
- Epithet Erased (2019)
- Santiago of the Seas (2020–presente)
- Sangre de Zeus (2020–presente)

- Amos del Universo: Revelación (2021)
- Skull Island (2023–presente)[13]
- Castlevania: Nocturne (2023–presente)[14]
- Tomb Raider (2024)[15]
- Amos del Universo: Revolución (2024)[16]
- Heaven’s Forest (TBA)[17]
- Dark Lights (TBA)[18]

## Películas
- Cortos de Jasper (2010–2012)
- QT8: Los primeros ocho (2019; segmentos animados)